# Pałac Samuela Maciejowskiego w Krakowie
Pałac Samuela Maciejowskiego – zabytkowy XVI-wieczny pałac, znajdujący się w Krakowie, w dzielnicy I Stare Miasto przy ul. Kanoniczej 1, na Starym Mieście.
Pałac ten został wzniesiony w latach 1531–1532 przez kanonika Samuela Maciejowskiego (późniejszego biskupa) na miejscu drewnianego domu, zwanego kaplicą św. Grzegorza i południowo-zachodniego odcinka pierwotnej ulicy Senackiej. Zbudowany został na rzucie kwadratu ze strzelnicami w ścianach, jako budynek piętrowy dwutraktowy z sienią na osi i galerią arkadową od strony dziedzińca, gdzie odkryto arkadowy podcień — dzieło Bartłomieja Berrecciego lub jego szkoły. Pałac był odnawiany na przełomie XVII i XVIII w. oraz w końcu XVIII w. Do końca XVIII w. był rezydencją kanoniczą – są zachowane między innymi polichromie z XVIII w. i barokowy portal hermowy, który powtarza z pewnymi uproszczeniami formy portalu z ul. św. Jana 20. Posiada identyczny wykrój arkady o analogicznym profilu, ukośnie ustawione pilastry z hermami atlantowymi (męskie, brodate postaci w typie antycznym) podtrzymujące gzyms w formie nadwieszonego łuku "w ośli grzbiet" z uskokami. Na przełamanych częściach gzymsu ponad pilastrami ustawione są dekoracyjne wazony. Następnie budynek przy ul. Kanoniczej 1 został przejęty przez władze krakowskie na Inkwizytoriat (budynek główny) i więzienie (oficyna). W XVI w. od strony dziedzińca pałac posiadał renesansową, arkadową loggię.
Przed 1854 architekt August Plasqude nadbudował drugie piętro i zaprojektował fasadę — nadało to budynkowi obecny wygląd. Obecnie w kamienicy przy ul. Kanoniczej 1 mieści się Wydział Architektury Politechniki Krakowskiej, Podyplomowe Studium Konserwacji Zabytków Architektury i Urbanistyki również Politechniki Krakowskiej, a także Kawiarnia „Inkwizytor” a we wnętrzach piwnic znajduje się scena teatralna zwana Teatrem Zależnym.

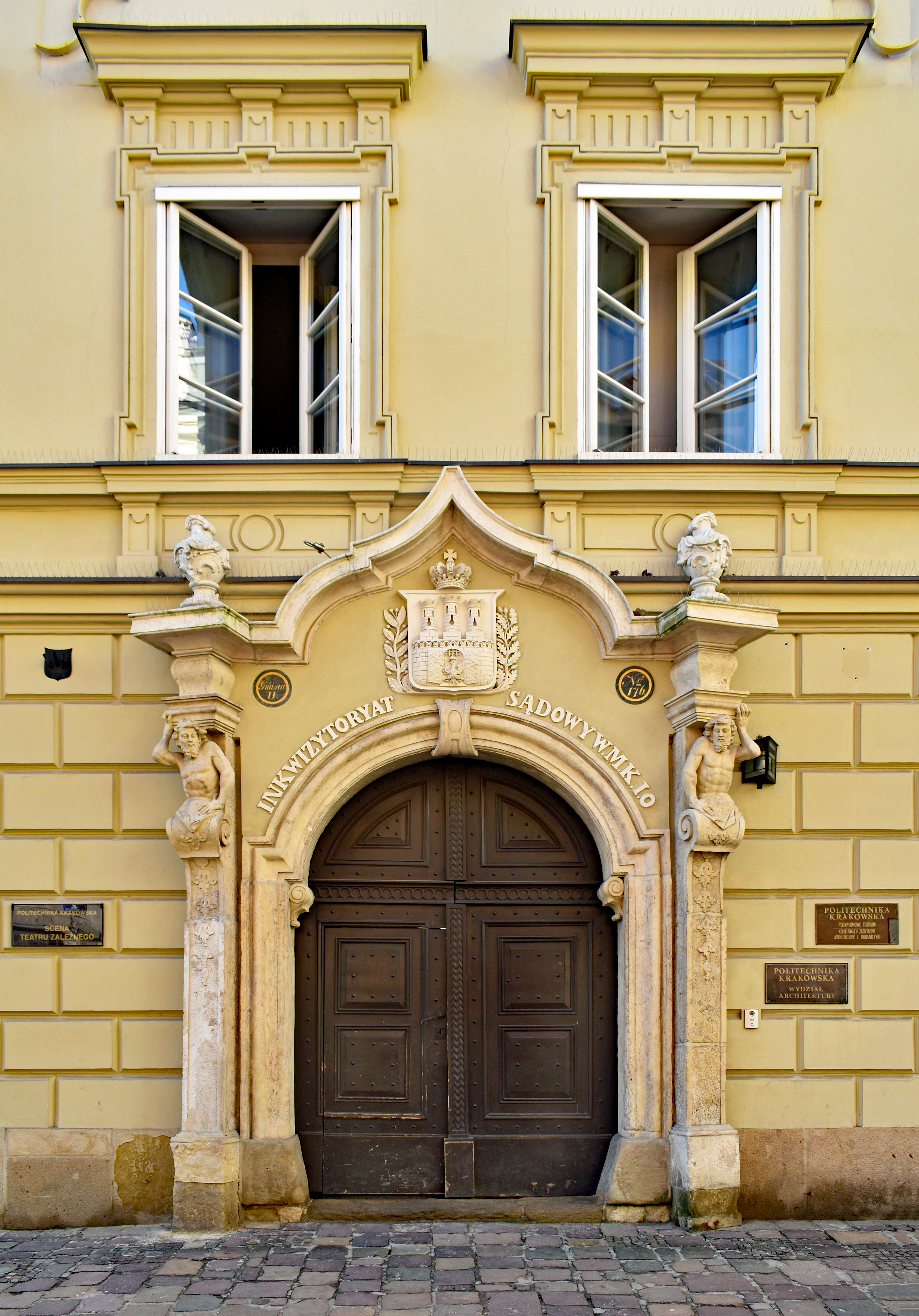
Brama pałacu od ul. Kanoniczej.
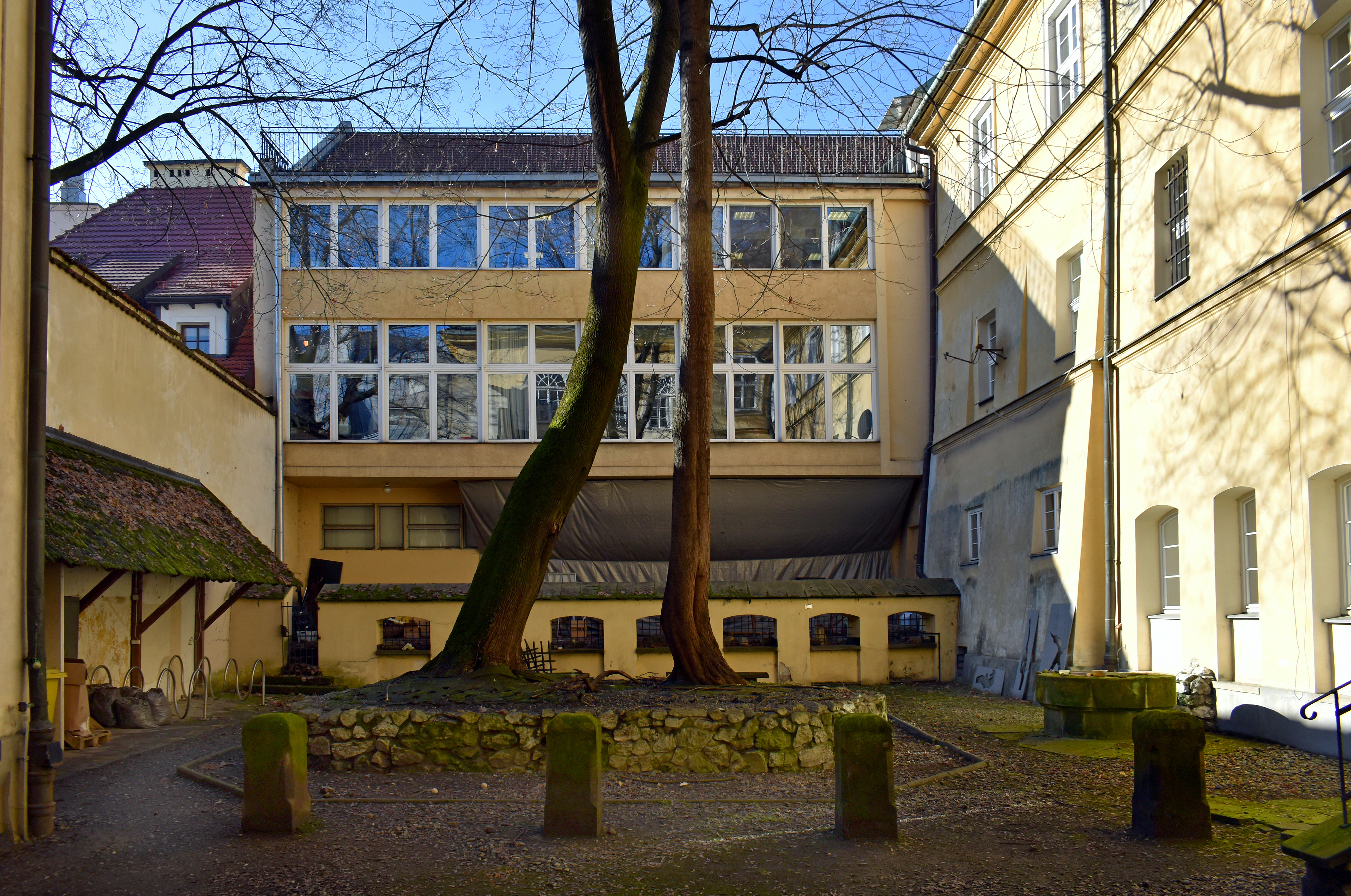
Dziedziniec, miejsce gdzie stała szubienica i wykonywano wyroki śmierci.